# Philipp-Reis-Schule (Friedrichsdorf)

Ehemaliges Logo

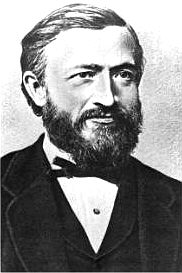
Philipp Reis (1834–1874), Namensgeber der Schule; Schüler und später Lehrer am Institut Garnier

Die nach Philipp Reis (1834–1874) benannte Schule in Friedrichsdorf ist eine kooperative Gesamtschule mit gymnasialer Oberstufe (Klassen 5–13; mögliche Abschlüsse: Hauptschulabschluss, Realschulabschluss, Abitur). Sie wurde im Jahr 1836 als Institut Garnier gegründet und ist heute die größte Schule im Hochtaunuskreis. Philipp Reis war am Vorgängerinstitut der heutigen Schule zunächst Schüler und später Lehrer. Er hat während seiner Zeit als Lehrer am Institut Garnier die Grundlagen des Telefons entwickelt und ausprobiert. Die Schule heute wird vom Hochtaunuskreis getragen.
Die Philipp-Reis-Schule ist eine von bisher rund 650 Schulen in Hessen, die das „Schulportal Hessen“ als digitales Lehr- und Lern- sowie Organisationsprogramm einsetzen. Im Jahr 2005 wurde die Schule zur Medienschule Hessen ernannt und für herausragende Medienarbeit ausgezeichnet.

## Geschichte

### Gründung der Schule, Institut Garnier (1836–1923)

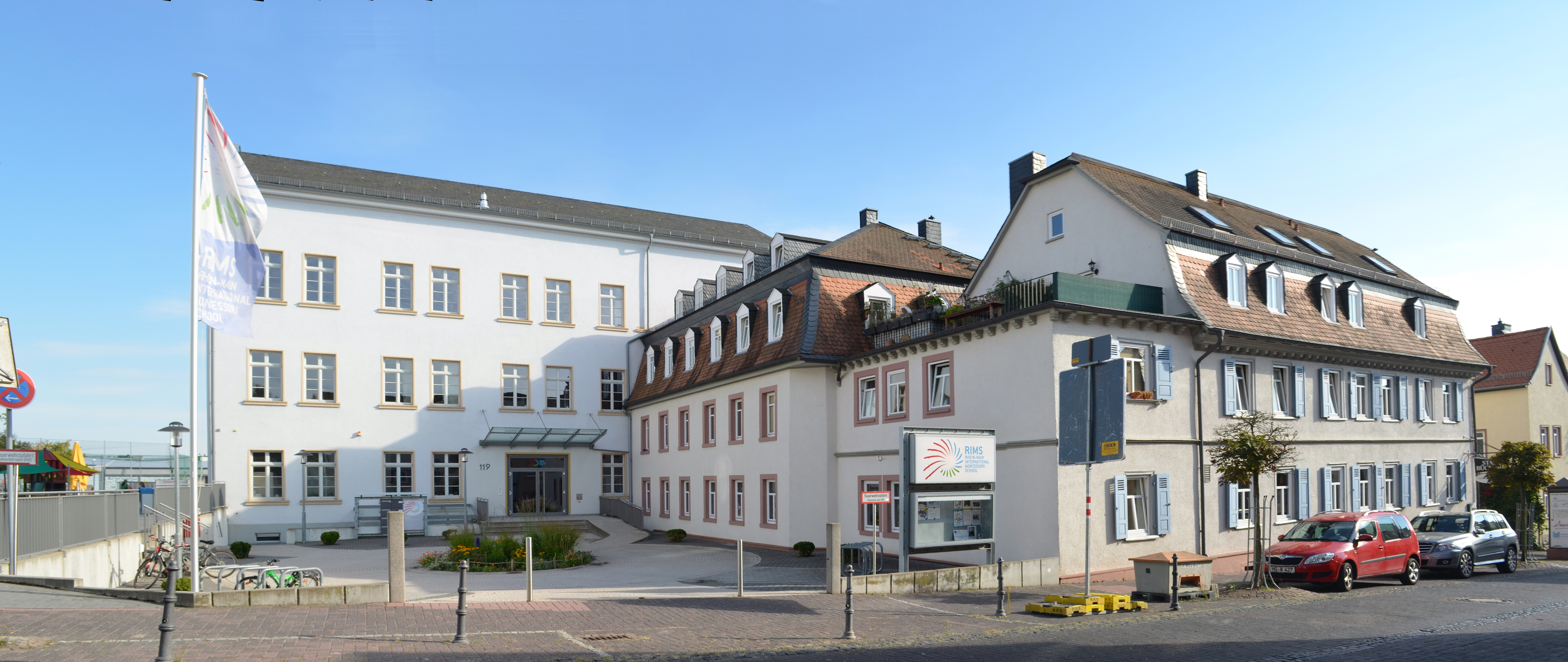
Gebäudeensemble des früheren Institut Garnier in der Hugenottenstraße

Am 1. Mai 1836 wurde die heutige Philipp-Reis-Schule durch Louis Frédéric Garnier gegründet, die den französischen Namen „Maison d’Education à Friedrichsdorf, près Homburg-ès-Monts“ trug („Haus der Bildung in Friedrichsdorf, neben Homburg“). Philipp Reis war hier Schüler und später Lehrer. Am Gründungsdatum begann Garnier mit dem Unterricht in der Neugasse. Er kaufte sich ein Haus in der Hauptstraße, da das Haus in der Neugasse zu klein wurde. 1842 und in den Folgejahren (1853) erwarb Louis Frédéric Garnier in der Nähe mehrere Häuser, da die Räumlichkeiten den hohen Schüleranzahl nicht mehr gerecht wurden.erneut. In den Jahren 1856 bis 1858 errichtete Garnier einen Mittelbau. Die Gesamtanlage des Institut Garnier ist heute ein Kulturdenkmal. Nach der Deutschen Reichsgründung 1871 musste Garnier gegen die Konkurrenz mehrerer neuer staatlicher Lehranstalten kämpfen. Den Niedergang seiner Lehranstalt konnte er nicht aufhalten.

### Umzüge, Sicherung der Weiterführung der Lehranstalt (1923–1969)
Die Nutzung des alten Gebäudes wurde mit Ende des Schuljahres 1923/1924 beendet. In der Zeit diente das Gebäude kurzzeitig für eine Lederfabrik als Lagerraum. Zwischen 1924 und 1925 wurde der Unterricht in das nebenstehende Gebäude verlegt. Im alten Wohnhaus wurde das rund verbliebene Dutzend Schüler untergebracht. Die folgenden Monate bestanden aus Bemühungen, um den Erhalt oder die Form der Weiterführung der Lehranstalt zu sichern. Die Schule wurde am 4. November 1944 in die Räume der Hölderlin-Schule in Bad Homburg verlegt. Aufgrund der Wiedereröffnung der Schule begannen am 30. Oktober 1945 die Verhandlungen mit der Militärregierung. Die Regierung stimmt dem Neuanfang der Schule am 1. Januar 1946 zu. Die Schülerzahlen stiegen wieder stetig.

### Philipp-Reis-Schule im Hohen Weg (1969–2012)

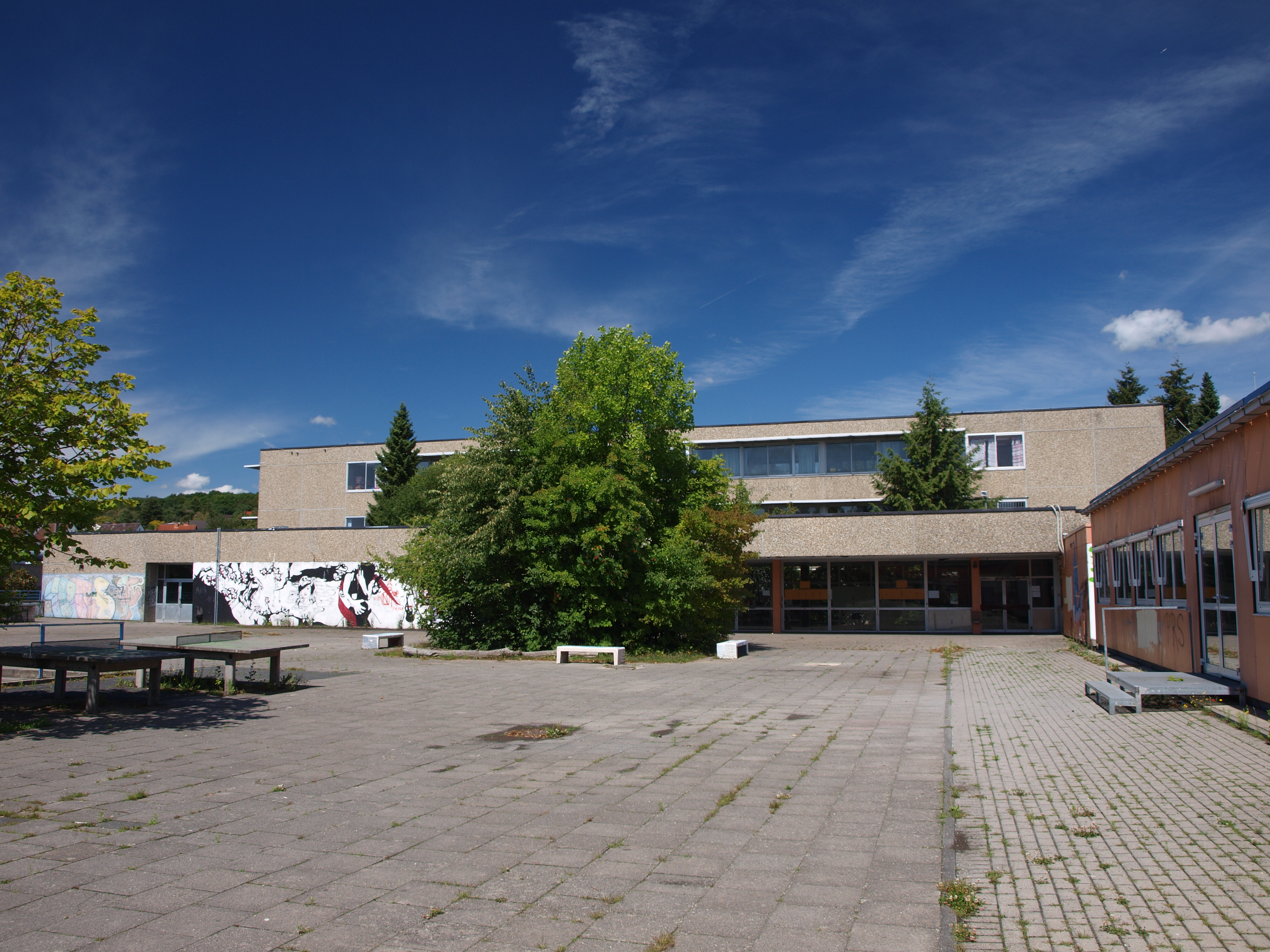
Altbau von 1969 im Hohen Weg mit Schulhof und später ergänzten Pavillons

In den 1960er Jahren wurden erste Pläne über einen Neubau der Schule in Friedrichsdorf laut, die durch Besuche von Ministern und Staatssekretären realisiert werden konnten. Das endgültige Gebäude wurde mithilfe eines Architektenwettbewerbes am Hohen Weg entdeckt, so dass der Neubau nach 15-monatiger Bauzeit zum Jahreswechsel 1969/1970 bezogen wurde. So konnten die Schüler der Volksschule Friedrichsdorf sowie aus den ehemaligen eigenständigen Ortsteilen Köppern, Burgholzhausen und Seulberg einziehen. Die Schulträgerschaft wurde von der Stadt Friedrichsdorf an den Landkreis abgegeben. Die Gebäude des Institut Garnier, in denen die Schule bis dahin untergebracht war, wurden später anderweitig genutzt; zeitweise unter anderem von der Rhein-Main International Montessori School (RIMS).
Die Behörden hatten die Absicht, die Schule 1975 in eine kooperative (= schulformbezogene) Gesamtschule umzufunktionieren. Die Schule erhielt am 20. Mai 1977 eine Urkunde mit dem Namen „Philipp-Reis-Schule – Gesamtschule des Hochtaunuskreises“. An diesem Tag wurde des Weiteren ein eigenständiger Gymnasialzweig eingeführt, die gymnasiale Oberstufe folgte 1983 und sieben Jahre später Gymnasialklassen der 5. und 6. Klasse. Die stetig wachsende Schülerzahlen machten eine Erweiterung der Schule erforderlich. Nachdem zunächst ein Pavillon mit zwei Räumen auf der anderen Seite des Schulhofs hinzugekommen war, wurden 1979 und 1985 auf der anderen Straßenseite des Hohen Wegs – welcher für den Kraftfahrzeugverkehr gesperrt wurde – zwei weitere große Gebäude errichtet. 1998 folgte im östlichen Teil des Schulhofs ein zweiter Pavillon in Containerbauweise mit vier Räumen, und kurz vor dem Umzug in einen Neubau ein dritter Pavillon. Bis zum Bezug des Neubaus in der Färberstraße im Februar 2012 wurde in diesen drei Gebäuden zuzüglich der drei Pavillons unterrichtet. Nach dem Umzug der Schule in den Neubau wurden die Gebäude am Hohen Weg 2020 abgerissen.

### Neubau an der Färberstraße (ab Februar 2012)
Spätestens seit den 1990er-Jahren war ein Neubau der Philipp-Reis-Schule in Planung, da eine Sanierung der mit teilweise umweltgefährlichen Baumaterialien errichteten Bestandsgebäude unwirtschaftlich gewesen wäre, und die Gebäudestruktur – mehrere Splittergebäude getrennt durch den Hohen Weg mit ungeordneter Infrastruktur – in höchstem Maße ungünstig war. Zudem waren die Schülerzahlen stetig gewachsen. Immer wieder verschoben sich wichtige Schritte, unter anderem mangels Bereitstellung benötigter Gelder seitens des Landkreises. Zuletzt gab es einen Neubau-Ausschuss, in dem auch Lehrer mitwirkten. Als Standort wurde ein Gelände zwischen Färberstraße (Schäferborn) und dem Spießwald an der Bahnstrecke Friedrichsdorf–Friedberg gewählt, das bis dahin teilweise bewaldet, teilweise offen und mit einem Skatepark bebaut war. Das neue Schulgebäude wurde unter ökologischen Gesichtspunkten geplant und besitzt unter anderem eine große Mensa, großzügige Sportanlagen und Theaterbühnen. Erste Detailpläne hingen öffentlich ab 2006 unter anderem in der alten Schule aus. Ab 2009 begannen die Bauarbeiten. Im Februar 2012 zog die gesamte Schulgemeinde im Rahmen einer Feierlichkeit als gemeinsamer Marsch in den Neubau um. Daneben gab es ein Fußball-Turnier zwischen den Lehrern und einem Teil der Baubelegschaft.

## Organisation
Im Schuljahr 2006/2007 umfasste die Schule 42 Klassen zuzüglich fünf 11. Klassen sowie den 12. und 13. Jahrgang. Letzteren Jahrgang besuchten 115 Schüler im genannten Schuljahr. Im Schuljahr 2007/2008 existieren 44 Klassen (ein Plus von zwei Klassen im Vergleich zum Vorjahr) zuzüglich fünf 11. Klassen und den 12. und 13. Jahrgang. Die Schule besuchen Kinder und Jugendliche aus den Friedrichsdorfer Stadtteilen, aus Bad Homburg sowie aus einigen Gemeinden im Hintertaunus. Sie stammen aus etwa 35 Nationen. Der Anteil an Schülern der Mittelstufe überstieg im Schuljahr 2003/2004 den der Schülerinnen. In der gymnasialen Oberstufe überwog im Schuljahr 2003/2004 der Anteil der Schülerinnen. Im Gymnasialzweig existieren im Durchschnitt fünf Klassen pro Jahrgang, im Realschulzweig drei und im Hauptschulzweig zwei Klassen. In der Oberstufe variiert die Zahl der Klassen (eigentlich Kurse) aufgrund der Anzahl der zustande kommenden Leistungskurse; pro Jahrgang existieren fünf bis sieben Klassen.

## Schulzweige
Die Philipp-Reis-Schule umfasst einen Gymnasialzweig mit gymnasialer Oberstufe (G9: Jahrgangsstufen 5–13), einen Realschulzweig (Klassen 7–10), einen Hauptschulzweig (Klassen 7–9) sowie eine Förderstufe (Klassen 5–6).

## Unterricht und Mittagsbetreuung
Der Unterricht an der Philipp-Reis-Schule findet hauptsächlich von der ersten bis zur sechsten Schulstunde statt und dauert von 08:00 Uhr bis 13:15 Uhr (Kernzeit). Insgesamt erstreckt sich der Stundenplan der Schule über zwölf Schulstunden, von denen die letzte um 18:10 Uhr endet. Arbeitsgemeinschaften und weitere Veranstaltungen finden am Nachmittag nach der Mittagspause ab 14:00 Uhr statt.

## Besonderheiten

### Teamkonzept
Das Teamkonzept beschrieb an der Philipp-Reis-Schule das Arbeiten in einem gut veränderten Arbeitsklima und den freien Austausch von Informationen unter den Lehrkräften. Es sollten möglichst wenige Lehrkräfte ein Team unterrichten, „um die pädagogische Arbeit und das Lernen in Projekten leichter organisieren zu können“. Dieses Konzept existierte seit 2002. Jeder Jahrgang eines Schulzweiges bildete ein Team. Seit dem Schuljahr 2006/2007 sollte die Schule nach und nach mit Beginn eines neuen 5G-Jahrgangs (Gymnasialklassen der Jahrgangsstufe 5) in eine Teamschule umgewandelt werden. Mit dem Teamkonzept sollte ein „Zuhause-Gefühl“ vermittelt werden. Die Ziele waren die Übernahme von Verantwortung gegenüber Räumen, Mitschülern und die Lernatmosphäre. In jedem Teambereich befand sich neben Klassenräumen ein Lehrerstützpunkt, der über Materialsammlungen verfügt. Die Teams waren für die Gestaltung ihrer Bereiche im Altbau verantwortlich. Bisher existierten zwei Teambereiche, die mittels einer Trennwand von den anderen Klassenräumen abgetrennt waren.

### Laptop-Klasse
Mitte November 2004 wurde eine 8. Klasse zur „Laptop-Klasse“. Es handelte sich um ein Versuchsprojekt, um den flexiblen Umgang mit Laptops in mehreren Fächern zu erproben. Dazu erhielt die Klasse 34 Laptops, darunter einen für den Klassenlehrer. Des Weiteren erhielt die Versuchsklasse einen Videoprojektor, einen Scanner, einen Drucker sowie die entsprechende Software. Knapp 77.000 Euro kosteten den Schulträger die Laptops inklusive Aufbewahrungsschränke sowie die Installationen für die drahtlose Kommunikation.

### Besondere Unterrichtsfächer
Zu den besonderen Schulfächern gehören Darstellendes Spiel, Spanisch und Grundlagen der Kochkunst. All diese Unterrichtsfächer – ausgenommen Darstellendes Spiel – sind Teil des Wahlpflichtunterrichtsangebot und für Schüler der 9. und 10. Klassen des Gymnasial- und Realschulzweiges gedacht. An der Philipp-Reis-Schule findet außerdem muttersprachlicher Unterricht in Türkisch statt.
Darstellendes Spiel (DSP) wurde 1996 als Unterrichtsfach für die 11. bis 13. Klassen aufgenommen, womit die Philipp-Reis-Schule einen Vorreiter in ganz Hessen darstellte. Dieses Unterrichtsfach kann in der gymnasialen Oberstufe (11. bis 13. Klasse) als drittes künstlerisches Fach gewählt werden. Dieses Fach wird als Kurs in der Oberstufe als Grundkurs mit zwei oder drei Wochenstunden unterrichtet.

## Projekte
Bläserklassen
Den 5. und 6. Klassen wird ein spezielles Projekt – die Bläserklassen – angeboten, welches einen erweiterten Musikunterricht darstellt. Die Schüler, die am Projekt teilnehmen, werden in vier anstelle von zwei Unterrichtsstunden unterrichtet. In Zusammenarbeit mit der Musikschule Friedrichsdorf und den Musiklehrern der Philipp-Reis-Schule wurde mit dem Aufbau eines Blasorchesters und einer Jazz-Band begonnen. Die Musikschule Friedrichsdorf stellt der Philipp-Reis-Schule Lehrer für Einzel- und Gruppenunterricht zur Verfügung.
Demokratie lernen und leben – soziales Lernen
In 2002 nahm die PRS am BLK-Projekt „Demokratie lernen und leben“ zur Förderung einer demokratischen Schulkultur teil. Heute werden die Bausteine des Projekts als Konzept des sozialen Lernens weitergeführt. Dabei steht der Partizipationsgedanke im Vordergrund. In Klassenprogrammen und Peerprojekten wie Streitschlichtung, Medien- und Lerncoaching, Klassenrat begleiten ältere die jüngeren Schüler bei der Gestaltung ihres Schulalltags und der konstruktiven Konfliktbewältigung. Eine Steuergruppe, bestehend aus Lehrer-, Eltern- und Schülervertretern, koordiniert die Weiterentwicklung und Evaluation der Bausteine. Die in der PRS entstandenen Konzepte wie „Demokratie-Trainer“ oder „Klassenratscoaches“ wurden auf Hessischen Demokratietagen und in Prozessentwicklungsgruppen des Projekts „Gewaltprävention und Demokratielernen“ (HKM) einer breiteren Öffentlichkeit vorgestellt.

## Internationale Kontakte (Partnerschulen)
Die Philipp-Reis-Schule pflegt mit Schulen in Ungarn und Frankreich Kontakte und organisiert Schüleraustausche.
Frankreich
Seit 1998 führt die Philipp-Reis-Schule regelmäßig einen Schüleraustausch mit der Sainte-Marie Bastide in Bordeaux durch. Für die Schüler der Philipp-Reis-Schule wird ein Austausch mit dem Collège und für die Schüler ab der 10. Jahrgangsstufe mit dem Lycée der Partnerschule angeboten. Der Austausch ist projektorientiert.
Ungarn
Die Partnerschule ist das kőrösi csoma sándor gimnázium in Budapest. An dem Austausch können Jugendliche der Jahrgänge 9–11 aller Schulzweige teilnehmen.

## Sonstiges

### Förderverein
Der Förderverein der Philipp-Reis-Schule Förderverein der Philipp-Reis-Schule Friedrichsdorf/Ts. e. V. (ehemals: Verein der Freunde und Förderer der Philipp-Reis-Schule) existiert seit den 1960er Jahren. Dieser Verein bekam 1990 eine Anerkennung der Gemeinnützigkeit und unterstützt die Schule vor allem bei der Ausstattung mit Lehrmitteln.

### Bekannte Schulangehörige
Die prominenteste Persönlichkeit, die mit der Philipp-Reis-Schule in Verbindung steht, war Philipp Reis (1834–1874), deutscher Physiker und der Erfinder des Telefons, zunächst Schüler, später Lehrer. Martin Geisz, ebenfalls ehemaliger Lehrer an der Schule, arbeitete hier und in bundesweiten Initiativen zur Konzeption und Verankerung des Lernbereichs Globales Lernen in der Bildungsarbeit. Er erhielt 2010 für diese Arbeit das Bundesverdienstkreuz am Bande. Ehemalige Schüler sind der deutsche Politiker Mathias Wagner (* 1974), Parteimitglied der Grünen und Mitglied des Hessischen Landtages sowie der Radiomoderator und Buchautor Raphael Gensert (* 1979).